# 광주전남

광주광역시와 전라남도 지도

광주전남(전남권)은 광주광역시와 전라남도 지역을 묶어서 부르는 말이다.
조선 시대에 호남 지방을 중심으로 전라도가 생긴 이후, 1896년에 13도제에 따라 전라남도가 신설되었다. 이후 1986년 광주시가 광산군, 송정시를 통합하여 광주직할시로 승격됨에 따라, 전라남도에서 분리독립하여 별개의 행정구역이 되었다. 하지만 광주와 전남은 역사적으로 한 권역에 속하였다는 점과, 전라도의 중심지 역할을 했다는 점에서 정치적, 사회적, 경제적, 역사적으로도 긴밀한 관계를 맺고 있다.
광주광역시, 전라남도 지역에 전북특별자치도가 붙어 다같이 묶어서 호남권이라고 부른다. 한때는 제주도 (제주특별자치도)도 전라도 소속이었으나, 마찬가지로 도로 분리된지 오래이며, 육지로부터 떨어진 섬이라는 지역 특성상 호남과 묶이는 경우가 거의 드물어졌다.

## 같이 보기
- 광주권
- 광주광역시-전라남도 행정 통합
- 수도권
- 부울경
- 대구경북
- 대전충남